# 姪浜住吉神社
姪浜住吉神社（めいのはますみよしじんじゃ）は、福岡県福岡市西区姪浜3丁目にある神社。
祭神は住吉三神、神功皇后、志賀三神、武内宿禰。

## 概要

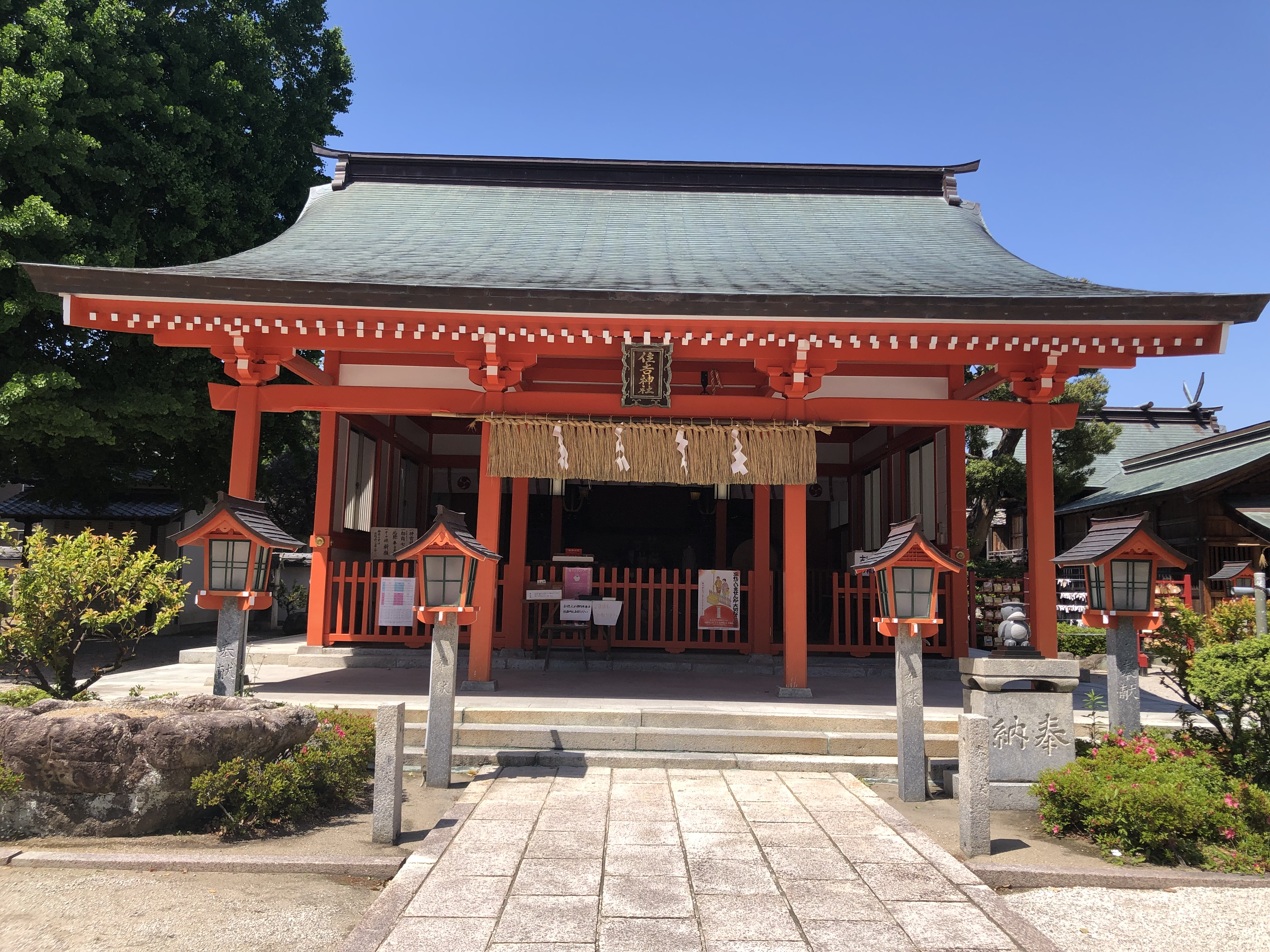
姪浜住吉神社 社

住吉三神、神功皇后、志賀三神、武内宿禰を祀っている。
起源は奈良時代の天平十五年（西暦七四三年）九月二十九日の夜半、住吉明神が出現、翌年四月十三日にも異国船来襲の調伏祈願の折に出現。このため一宇の小社を建立し住吉三神を祀った。
くだって室町時代の応永二十三年（西暦一四一六年）正月十四日夜の神託により、翌年八月二十九日に牛頭社地（現、住吉神社）にて新社建立・遷座の儀式を終え、住吉三神は牛頭社（現、須賀神社）と並び産土神として尊崇されるようになった。
神徳は家内安全・海上安全・交通安全・開運・厄除け・災難除け・安産・商売繁盛。
宮司がクイズ$ミリオネアにてパーフェクトを達成したことから開運の神社として特に有名。

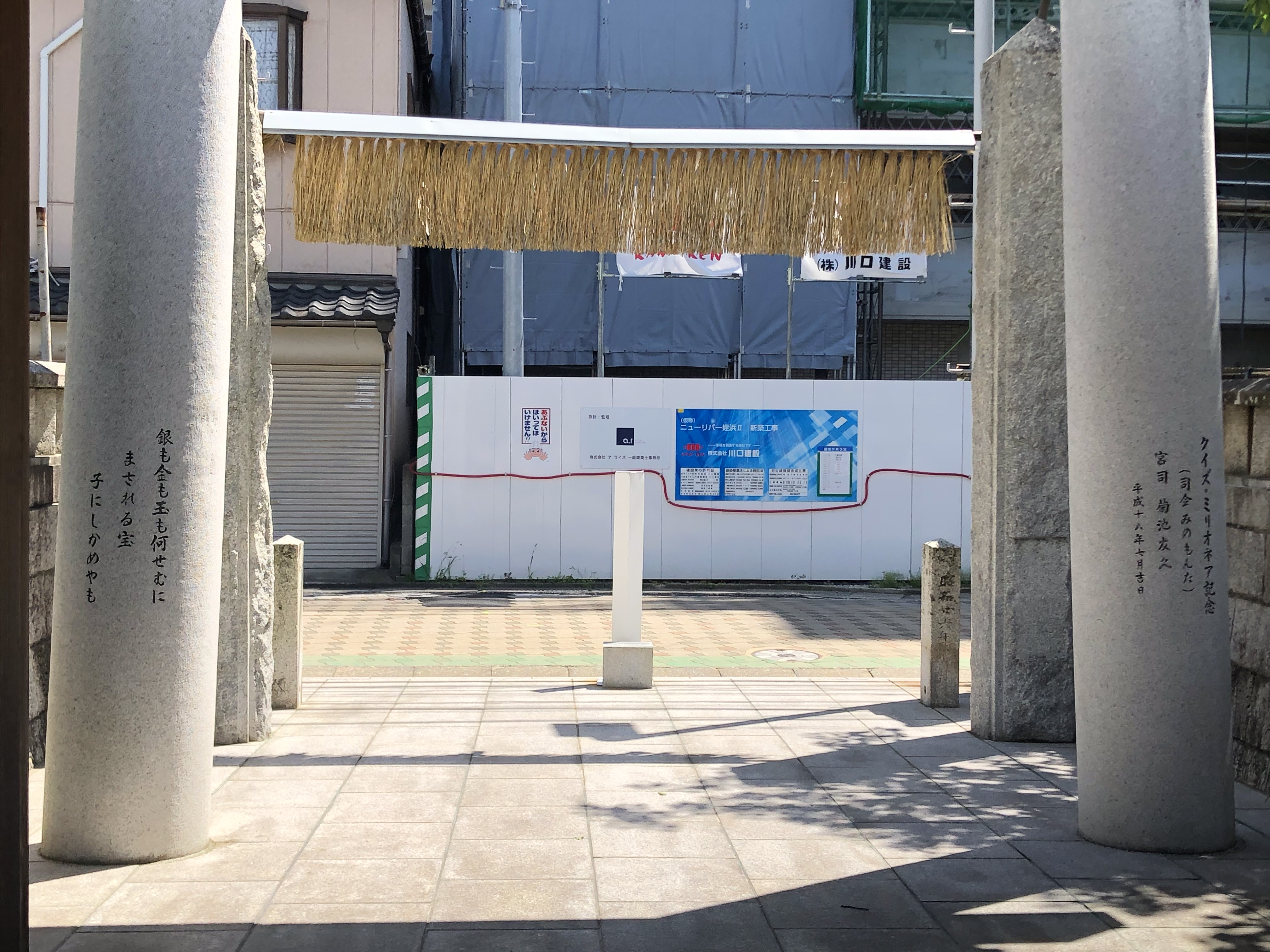
姪浜住吉神社 鳥居裏